# XOWA
XOWA — додаток з відкритим вихідним кодом, написаний на мові Java за допомогою анонімних розробників. Призначений для користувачів, що бажають запустити свою власну копію Вікіпедії або будь-які інші сумісні Вікі сайти в автономному режимі, без підключення до інтернету. Додаток сумісний з MS Windows, MacOS, Лінукс і Андроїд .

## Основні характеристики
XOWA дозволяє користувачам створити власну копію Вікіпедії з використанням дампів офіційної бази даних, або завантажити копію, створену розробниками XOWA. Додаток відображає контент Вікіпедії через свій браузер. Якщо його встановлено на вебсервер, контент доступний з будь-якого браузера. Можливий доступ і в простій домашній мережі .